# 가쿠게이 대학역
가쿠게이 대학 역(일본어: 学芸大学駅, がくげいだいがくえき)은 일본 도쿄도 메구로구에 있는 철도역이다.
역명의 유래가 된 도쿄 가쿠게이 대학은 1964년 고가네이시로 이전했지만 도쿄 가쿠게이 대학 부속 고등학교는 현재도 본 역에서 가장 가까운 곳에 위치한다.

## 역 구조
섬식 승강장 1면 2선의 고가역이다. 개찰구와 플랫폼을 연결하는 엘리베이터와 에스컬레이터가 설치되어 있다. 화장실은 1층 개찰구 내에 있다. 2013년 3월 16일부터 시작된 도쿄 메트로 후쿠토신 선과의 상호 직통 운전 때문에 10량 편성의 급행 열차가 정차할 수 있도록 승강장 유효 길이 연장 공사가 이뤄졌다. 또한, 동시에 내진 보강 공사를 시공했다. 2014년 3월 16일부터 열차와의 접촉 예방과 추락 방지용 스크린도어가 설치, 운용 개시되었다.
2012년 4월 11일, 가쿠게이 대학 도큐 스토어를 포함한 상업 시설 "GAKUDAI KOUKASHITA"가 그랜드 오픈하고 도큐 스토어 "Gakudai-Yokocho 가쿠다이요코초"외, "Gakudai-Ichiba 가쿠다이이치바"와 "Gakudai-Komichi 가쿠다이쇼지"가 새로 오픈하였다.

### 승강장
| 1 | 도요코 선 | 지유가오카·기쿠나·요코하마 방면 미나토미라이 선 직결운행 미나토미라이·니혼오도리·모토마치·주카가이 방면                                                                                          |
| 2 | 도요코 선 | 시부야 방면 후쿠토신 선 직결 운행 신주쿠 3초메·이케부쿠로·고타케무카이하라 방면 세이부 선 직결 운행 네리마·세이부큐조마에·한노 방면 도부 철도 선 직결 운행 가스미가세키·가와고에시·신린코엔 방면 |

## 역 주변
- GAKUDAI KOUKASHITA
- 히몬야 공원
- 도쿄 가쿠게이 대학 부속 고등학교
- 메구로 우체국
- 주일  카자흐스탄 공화국 대사관
- 주일  카메룬 공화국 대사관
- 가쿠게이 대학 앞 우체국
- 가톨릭 히몬야 교회

## 역사
- 1927년 8월 28일: 히몬야역으로 영업 개시.
- 1936년 4월 1일: 아오야마 사범역으로 개명됨.
- 1943년 12월 1일: 제1사범역으로 개명됨.
- 1952년 7월 1일: 가쿠게이 대학역으로 개명됨.
- 1964년 6월: 지하통로 완성.
- 1970년 11월 13일: 고가화.
- 1971년 2월: 자동 개찰기 5대 설치.

## 사진

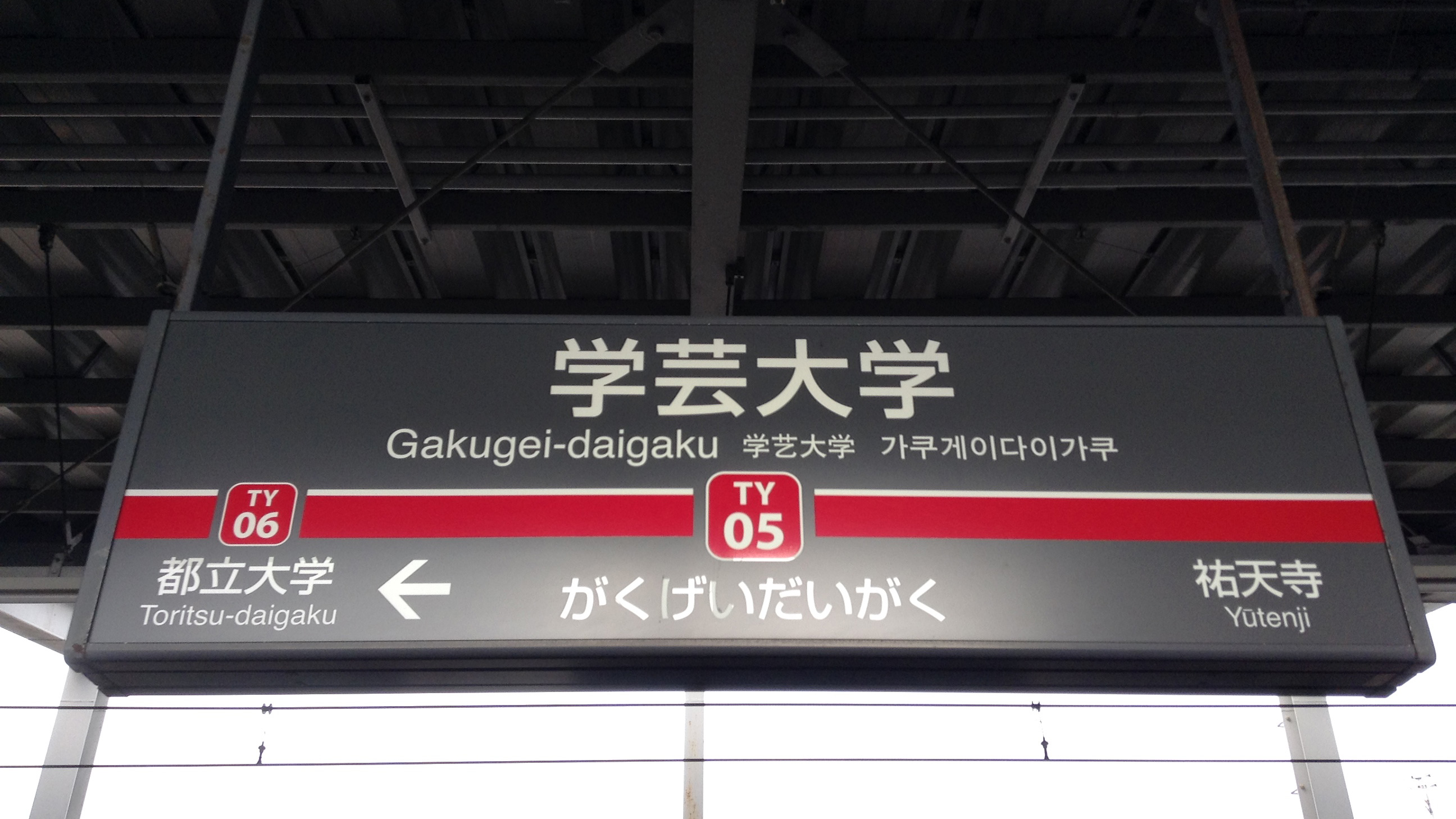
역명판

## 역명과 주변 지명
당초 개업 시의 역명은 "히몬야"로 현재의 메구로 구 남부 일대 광역 명칭을 일컫는다. "히몬야"의 유래에는 여러 가지 설이 있지만, 하나의 설에는 가마쿠라도리 끝에 있었다. 1936년, 당시 아카사카 구 아오야마키타마치에 있던 도쿄 부 아오야마 사범 학교의 세타가야하마초로 이전, 유치와 동시에 도쿄 요코하마 전철 건설이 성공하면서 "아오야마 사범 역"으로 개명되었다. 이후 학교의 명칭에 따른 역명도 "제1사범역","가쿠게이 대학 역"로 변경됐다. 도쿄 학예 대학은 1964년에 고가네이 시로 이전했다. 그러자, 도쿄 가쿠게이 대학 이전 후 대학 수험생으로부터는 혼동하게 되는 불편이 나오게 되었다. 그 후인 1999년 6월의 이듬해인 2000년에 도요코 선 복복선화 및 도영 지하철 난보쿠 선과 도영 지하철 미타 선 노선 연장에 따른 노선명 변경으로 인해 노선도를 대폭 인쇄해야 하기 때문에 역명 변경에 대해서도 검토 중에 있다. 지역 주민을 대상으로 찬반 투표를 실시하였지만 과반수와 반대의 결과로 미루게 되었다.

## 인접역
| 도쿄 급행 전철 도요코 선     | 도쿄 급행 전철 도요코 선 | 도쿄 급행 전철 도요코 선       |
| ---------------------------- | ------------------------ | ------------------------------ |
| TY 03 나카메구로 시부야 방면 | ■ 급행                   | TY 07 지유가오카 요코하마 방면 |
| TY 04 유텐지 시부야 방면     | ■ 각역정차               | TY 06 도립대학 요코하마 방면   |